# لزلی لمپورت
لزلی لمپورت (به انگلیسی: Leslie Lamport) (متولد ۷ فوریه ۱۹۴۱ در نیویورک سیتی) یک دانشمند علوم رایانه آمریکایی است که بیشتر برای کار روی رایانش توزیع‌شده و به عنوان توسعه دهنده اولیه سیستم آماده‌سازی اسناد به نام لاتک (به انگلیسی: LaTeX) شناخته می‌شود. لمپورت در سال ۲۰۱۳ جایزه تورینگ را برای دست‌آوردهایش در حوزهٔ رایانش توزیع‌شده و ایجاد انسجام واضح و کاملاً تعریف شده بر رفتار به ظاهر آشفته رایانش توزیع‌شده، که در آن چندین کامپیوتر مستقل با ارسال پیام با یکدیگر ارتباط برقرار می‌کنند.کسب کرد.

## سنین جوانی و تحصیل
لمپورت در یک خانواده یهودی در بروکلین، نیویورک متولد شد. پدرش مهاجری از ولکوویسک در امپراتوری روسیه (واوکویسک کنونی، بلاروس) و مادرش مهاجری از امپراتوری اتریش مجارستان، جنوب شرقی لهستان کنونی بود. لمپورت که فارغ التحصیل دبیرستان علوم برانکس بود، مدرک کارشناسی. در ریاضیات از موسسه فناوری ماساچوست در سال ۱۹۶۰ و به دنبال آن مدرک کارشناسی ارشد را در سال ۱۹۶۳ و  مدرک پی‌اچ‌دی ریاضیات را از دانشگاه برندایس در سال ۱۹۷۲ گرفت. پایان نامه او در مورد معادله دیفرانسیل با مشتقات جزئی است.

## جوایز و افتخارات
لمپورت در سال ۲۰۱۳ جایزه تورینگ را به دلیل "مشارکت اساسی در تئوری و عمل سیستم‌های توزیع شده و همزمان" دریافت کرد. او در سال ۱۹۹۱ به دلیل مشارکت در مبانی نظری محاسبات همزمان و تحمل خطا به عضویت آکادمی ملی مهندسی انتخاب شد. او در سال ۲۰۱۴ به‌عنوان عضو انجمن ماشین‌های حسابگر برای مشارکت‌های اساسی در نظریه و عمل سیستم‌های توزیع‌شده و همزمان انتخاب شد.

## پیوندهای وابسته
- الگوریتم اسنپ‌شات
- الگوریتم نانوایی